# Japan Atomic Industrial Forum
Das Japan Atomic Industrial Forum, Inc. (kurz JAIF, engl. für jap. 社団法人日本原子力産業協会, shadan-hōjin Nippon genshiryoku sangyō kyōkai, dt. etwa „Körperschaft (shadan-hōjin) Verband der japanischen Atomkraftindustrie“, kurz 原産協会, Gensan Kyōkai), wurde auf private Initiative am 1. März 1956 als Nippon genryoku-sangyō kaigi (日本原力産業会議, „Konferenz der japanischen Atomkraftindustrie“) als non-profit-Organisation gegründet, um für die zivile Nutzung der Kernenergie in Japan zu werben.
Alljährlich im Frühjahr wird eine Konferenz für Vertreter der weltweiten Atomindustrie veranstaltet. Nach einer Reform 2005 erhielt die Organisation ihren heutigen Namen, unter dem sie im April 2006 eingetragen wurde. Vorsitzender ist seit 2006 Takashi Imai, ehemaliger Präsident des Wirtschaftsverbandes Keidanren. Sitz ist Minato, Präfektur Tokio, die Zentrale befindet sich im Tokioter Stadtteil Shimbashi.
Während der Nuklearkatastrophe von Fukushima 2011 veröffentlichte das JAIF täglich Berichte zum Zustand des Kernkraftwerks Fukushima-Daiichi und Zusammenfassungen der NHK-Nachrichten zu diesem Thema. Dadurch wurde der Verband zu einer wichtigen Informationsquelle für internationale Beobachter. Auszüge der JAIF-Berichte wurden täglich von der Gesellschaft für Anlagen- und Reaktorsicherheit ins Deutsche übersetzt.